# Бюро ЦК КП України по керівництву промисловим виробництвом
Бюро ЦК КП України по керівництву промисловим виробництвом — керівний партійний орган КПУ в часи т.зв. «хрущовських реформ», що затверджувався на Пленумі ЦК і координував роботу КПУ в галузі промислового виробництва. Бюро ЦК КП України по керівництву промисловим виробництвом утворене в грудні 1962 року, ліквідоване в листопаді 1964 року.

## Персональний склад

### Голови
- Шелест Петро Юхимович (з грудня 1962 до липня 1963)
- Ляшко Олександр Павлович (з липня 1963)

### Члени
- Іващенко Ольга Іллівна (з грудня 1962)
- Вівдиченко Іван Іванович (з грудня 1962 до березня 1963)
- Бурмистров Олександр Олександрович (з грудня 1962)
- Бурка Михайло Йосипович (з березня 1963 до серпня 1964)
- Головченко Федір Петрович (з березня 1963)
- Руденко Яків Кузьмич (з березня 1963)
- Розенко Петро Якимович (з березня 1963)
- Авілов Олег Володимирович (з серпня 1964)
- Злобін Геннадій Карпович (з серпня 1964)